# Viktor Fajnberg
Viktor Fajnberg (rusky Виктор Исаакович Файнберг; 26. listopadu 1931 Charkov – 2. ledna 2023) byl ukrajinský filolog a disident, účastník demonstrace na Rudém náměstí v srpnu 1968 proti okupaci Československa, kritik politického zneužívání psychiatrie v SSSR.

## Život
Narodil se v ukrajinském Charkově v židovské rodině. Jeho otec byl inženýr, pracoval v továrně na traktory. Po vypuknutí druhé světové války se rodina přestěhovala do ruského Buzuluku, později do kazašské Alma-Aty. Tam se poprvé dostal do konfliktu s autoritami, když nemohl vystát antisemitské a despotické jednání vychovatelky v sanatoriu (kde se po operaci léčil) a utekl domů. Po válce se rodina vrátila do Charkova. I nadále se dostával do konfliktů s autoritami, poprvé mu byla nařízena psychiatrická léčba. Podle svého vyjádření se nebyl ochoten smířit se sílícím antisemitismem a jeho původce fyzicky napadal.
Poslední roky střední školy trávil na vojenské dělostřelecké akademii v Leningradu, odkud byl však z disciplinárních důvodů vyloučen a přeložen na civilní leteckou školu. Od roku 1953 pracoval jako dělník v továrně. Následkem pracovního úrazu byl několik let v invalidním důchodu, touto dobou vystudoval filologii na Leningradské univerzitě. Poté pracoval jako průvodce v Pavlovském paláci nedaleko Leningradu. V roce 1957 byl po potyčce s policistou (podle svého vyjádření opět souvisela s antisemitismem) odsouzen za pobuřování a strávil čtyři měsíce ve vězení.
V 60. letech se začal stýkat s leningradskými disidenty. S nimi se 1. srpna 1968 účastnil schůzky, během které došlo k sepsání dopisu československým novinářům na podporu pražského jara 1968. KGB však o schůzce byla informována a její účastníci byli zatčeni. Fajnberg byl propuštěn, někteří účastníci schůzky však byli odsouzeni k dlouholetým trestům, mj. chemik Lev Kvačevskij a právník Jurij Gendler.
O invazi vojsk Varšavské smlouvy do Československa se dozvěděl 21. srpna cestou vlakem do práce, okamžitě se rozhodl odjet do Moskvy s cílem zorganizovat veřejný protest. Kontaktoval Pavla Litvinova a dozvěděl se tak o plánované demonstraci. Na demonstraci na Rudém náměstí proti okupaci Československa, která se konala 25. srpna 1968, se dostavil, krátce po jejím zahájení byl napaden neuniformovanými příslušníky KGB, kteří mu vykopli čtyři přední zuby. Spolu s ostatními demonstranty byl zatčen a odvezen k výslechu. Po několika dnech ve vazbě byl převezen na psychiatrickou kliniku.
Na klinice byl uznán duševně nemocným a eskortován zpět do Leningradu. Tam byl proti své vůli držen na speciálním oddělení psychiatrické kliniky a byly mu podávány silné léky, i když žádnou psychickou nemocí netrpěl. V roce 1971 začal spolu s Vladimirem Borisovem držet protestní hladovku, následkem však byla izolace, násilné podávání jídla a časté upoutání na lůžko. Díky jednomu z psychiatrů se zpráva o hladovce dostala na veřejnost (účastníků hladovky se zastal i Andrej Sacharov) a i na Západ. Po zahájení druhé hladovky byl převezen na jinou kliniku a v roce 1973 byl propuštěn na svobodu. Oženil se s psychatričkou Marinou, která mu pomáhala vynášet informace z nemocnice a byla za to propuštěna.
V roce 1974 s manželkou odešli do exilu přes Izrael, usídlili se ve Velké Británii. Tam Fajnberg založil organizaci CAPA (Kampaň proti zneužívání psychiatrie pro politické účely). Od roku 1978 žil ve Francii.

## Ocenění
V 1990 mu bylo uděleno čestné občanství hlavního města Prahy. V roce 2014 ho slovenský prezident Andrej Kiska vyznamenal slovenským státním vyznamenáním Medaile prezidenta Slovenské republiky. Téhož roku byl také Poslaneckou sněmovnou spolu s ostatními demonstranty z 25. srpna 1968 navržen na české státní vyznamenání Řád Tomáše Garrigua Masaryka, český prezident Miloš Zeman však vyznamenal pouze Natalju Gorbaněvskou. Zeman později uvedl, že mu vyznamenání neudělil z důvodu jeho kritiky ruského prezidenta Vladimira Putina, kterého Fajnberg srovnával s Leonidem Brežněvem. Fajnberg na kritiku reagoval, za podobností Brežněvovy epochy a putinovského Ruska si stojí a kritizoval také Zemanovu vulgární kritiku skupiny Pussy Riot.